# スタートリング・ストーリーズ
スタートリング・ストーリーズ（Startling Stories）は、アメリカ合衆国のSFパルプ・マガジン。ファンタジー寄りの作品も扱った。『スリリング・ワンダー・ストーリーズ』および『キャプテン・フューチャー』とは同系列の雑誌であり、発行された期間は1939年から55年、最終的な号数は99を数えた。発行ペースは初め隔月であったが、時期によって月刊から季刊まで変動した（後述）。主にサム・マーウィン Jr.（在任1945年 - 51年）によって編集された。
特色は各号に長編小説を一本入れていたことで、その執筆者としてはヘンリー・カットナーなどが挙げられる。本誌はスタンリイ・G・ワインボウムの"The Black Flame"（未訳）、リイ・ブラケットの「シャンダコール最期の日々」、"The Star-Men of Llyrdis"（『地球生まれの銀河人』の原型）、アーサー・C・クラークの『銀河帝国の崩壊』 を初めとする古典的名作を世に送り出した。1940年から52年の間、本誌の表紙はアール・K・バージーによって描かれた。『キャプテン・フューチャー』誌の廃刊後、主要キャラクターに焦点を当てて書かれた短編群は本誌に掲載された。
誌名の Startling Stories  は、英語で「人をぎょっとさせる物語」の意。

## 出版史
サイエンス・フィクションに分類され得る作品は1920年代以前から出版されていた（ただし、その頃はまだ「サイエンス・フィクション」という語は無かった）が、他のジャンルと独立なマーケットが誕生したのは、1926年にヒューゴー・ガーンズバックがSF専門誌『アメージング・ストーリーズ』を創刊した時である。1930年代の終わりまでには最初のブームが到来し、ネッド・パインズ（Ned Pines）のスタンダード・マガジンズ社も1936年に（ガーンズバックから権利を買収して）『スリリング・ワンダー・ストーリーズ』で業界に参入した。『スリリング』誌の編集長モート・ワイジンガーが同誌1938年2月号の編集後記で新雑誌創刊の是非を読者に問うてみたところ反応は良好であったことを受け、1939年1月に『スタートリング・ストーリーズ』が創刊された。
『スタートリング』と『スリリング・ワンダー』は、隔月で交互に出版された（ただし後者には月刊だった時期もある）。はじめの数年、『スタートリング』の主軸はは毎号に一本入った長編小説で、余ったページに数作の短編が載せられた。初代編集長ワイジンガーは1941年に『スーパーマン』誌の編集部に移り、オスカー・J・フレンドが新編集長となった。1943年、季刊に切り替えられた。1945年冬号からはフレンドに替わってサム・マーウィン Jr.が編集長の地位に就いた。
マーウィンは雑誌の人気を高め、成功に導いた。1947年からは隔月の刊行を再開させた。その後、52年には『スタートリング』は月刊となった。マーウィンはその変更の直前に、自らの執筆活動に専念するため職を退いていた。その後任は、熱狂的なSFファンでありながらそれまで西部小説誌で働いていたサミュエル・マインズであった。
老舗の大出版社であるストリート&スミス社が1949年の夏に全てのパルプ雑誌から手を引いた。パルプ雑誌は、ペイパーバックの成功の影響もあり、死に絶えつつあった。スタンダード社は『スタートリング』と『スリリング』の発行を続けたが、終局はたったの数年後に訪れた。1954年、フレデリック・ヴェルタム（Frederic Wertham）が、漫画は子供たちを暴力へと導くものだと主張する著作"Seduction of the innocent"（無垢の誘惑）を発表し、それを受けて上院の小委員会が漫画の規制に乗り出した。その影響はパルプ誌業界全体に波及した。多くの出版社はパルプ誌と漫画の両方を手がけていたからである。『スタートリング』も打撃を受け、1953年に毎月から隔月に落ちていた刊行ペースが、54年はじめには更に季刊に落ちた。『スリリング・ワンダー』は1955年前半に廃刊となって『スタートリング』に統合されたが、この合併誌はたったの3号しか続かなかった。マインズは1954年末に『スタートリング』誌を去り、後を継いだセロン・レインズ（Theron Raines）が続く2冊を、その後任ハーバート・D・カッスル（Herbert D. Kastle）が最後の2冊を編集した。1955年秋号が本誌の最終号となった。

## 内容と受容
創刊以来、『スタートリング』は各号に長編小説を1作入れて主軸とし、短編小説1・2作が添え物とされた。スタンダード・マガジンズ社は1936年に『ワンダー・ストーリーズ』を買収した際に収録作品の載録権も獲得しており、それらは毎号『スタートリング』の"Hall of Fame"（名作殿堂）枠に再掲載された。創刊号の主軸長編はワインボウムの"Dawn of Flame"（炎の黎明）で、かつて250部だけ限定出版されたものの改訂版であった。これにはオットー・バインダー（Otto Binder）による賛辞が添えられた。オットーと兄のアールはイアンド・バインダーの合作ペンネームで短編"Science Island"の寄稿もしている。この号の「名作殿堂」はD・D・シャープの"The Eternal Man"（1929）の再録であった。特集記事は"Thrills in Science"と題したもので、アルベルト・アインシュタインの写真入り記事をはじめとする、科学者たちの伝記記事集であった。
SF史家マイク・アシュリーによると、『スタートリング』はすぐに「最も重要なSF雑誌の一つとなった」。若い読者層を対象に見据え、主軸となる長編にはエドモンド・ハミルトンやマンリイ・ウェイド・ウェルマンら著名なパルプ作家を起用してのスペース・オペラであることがしばしばであった。またスペース・オペラではなく、ヘンリー・カットナーのような作家によるもっとファンタジー的な作品も掲載された。これら初期のサイエンス・ファンタジーは、ジョン・W・キャンベルが『アスタウンディング』誌で開拓を進めていたハードSFとは正反対の分野であったが、読者の人気は高かった。
オスカー・J・フレンドは、1941年に編集長に就くと本名ではなく"Sergeant Saturn"（土星軍曹）という仮名で、読者からの手紙に答えたり記事を書き始めた。その意図は若い読者を喜ばせることであったが、予約購入者の多くにとって「土星軍曹」は苛立ちの種となった。1945年に編集長の席を継いだサム・マーウィン Jr.は、このアプローチを中止した。またマーウィンは本誌の表紙画家の代表格アール・K・バージーに作風を変えるよう要請した。バージーは、女性が露出度の高い馬鹿げた宇宙服を着た絵、すなわち「“真鍮製ブラジャー”表紙」で有名であるが、マーウィンの影響の下でより現実主義的な絵を描くようになった。
マーウィンは『スタートリング』を、シリアスさの点で、ライバル誌であり業界最高の雑誌と認められている『アスタウンディング』と同等まで向上させようと尽力した。またヘンリー・カットナーのSFを継続的に掲載した。1940年代後半にはフレドリック・ブラウンの『発狂した宇宙』、チャールズ・L・ハーネスの"Flight Into Yesterday"（後に"The Paradox Men"として書籍化）などの名作が掲載された。『スタートリング』は、続くサミュエル・マインズ編集長の時代にも傑作が無いわけではないが、50年代前半には『ギャラクシー』と『F&SF』という競合誌が増えたために、その品質が低下したことは否めない。1952年の終わりに、マインズはフィリップ・ホセ・ファーマーの『恋人たち』（中編版）を掲載した。これは今までタブーとされていた性というテーマを（猥褻にではなく真面目に）扱った革新的作品であった。本作は広い層から称賛され、そのためもあってファーマーは1953年度ヒューゴー賞「最有望新人」部門を受賞した。マインズがデビューさせた作家には、他にフランク・ハーバートがいる。彼は1952年4月号に"Looking For Something?"でデビューした。ロバート・F・ヤングもその1人で、彼の処女作"The Black Deep Thou Wingest"は1953年6月号に掲載された。

## 書誌学的情報
『スタートリング』はパルプ・サイズ（ほぼB5判に相当）の雑誌であり累計99号を発行した。元来は132ページで、価格は15セントであった。ページ数は1944年夏号から116ページに減らされ、1948年3月号からは148ページに増やされた。それと同時に値段は20セントに引き上げられた。価格が再び上がって25セントとなったのは1948年11月号であり、ページ数はさらに180ページに増加した。このページ数は長くは続かず、『スタートリング』は1949年3月号には164ページ、1951年7月号には148ページとなった。1953年10月号ではページ数は再び減少して132ページとなり、翌年秋号には116ページとなった。
本来の隔月刊行は1943年3月号まで続いた。次の号は1943年6月、次は1943年秋号であった。そうして正式に始まった季刊のスケジュールは1946年秋号まで続いた（ただし増刊号はあった）。続く1947年1月号は隔月刊を再開させた号であり、1951年11月まで中断なしに隔月での刊行がなされた。その次の号は1952年1月号で、『スタートリング』はこの号から月刊に切り替えられ、それが1953年6月まで続けられた。その後は1953年8月号、10月号、1954年1月号というペースで発行がなされた。続く1954年春号から『スタートリング』は季刊と定められ、最終号の1955年秋号までそのペースが維持された。
1949年から1954年にかけて、ペンバートンズ社がイギリス版を再版した。このイギリス版は大幅に短縮されたもので、1つか2つの話しか載っていないことも多く、通常の厚さはたったの64ページであった。刊行は不定期で、1号から18号までが刊行された。カナダ版のリプリントは異なる3社から、合計21（資料によっては22冊）が刊行された。1945年夏号から1946年秋号の6冊が季刊でエンタープライズィズ社から、1948年9月号以降の3冊が隔月でパインズ社から、最後の12冊（1949年3月号 - 1951年1月号）がベッター社から隔月で発行された。カナダ版はどの号もアメリカ版とほぼ同一であったが、元祖より半インチほど背が高いという特徴があった。

## 歴代編集長
『スタートリング』は以下の編集長たちによって編集上の成功を修めた。
- モート・ワイジンガー（Mort Weisinger）：1939年1月号 - 1941年5月号
- オスカー・J・フレンド（Oscar J. Friend）：1941年7月号 - 1944年秋号
- サム・マーウィン Jr.：1945年冬号 - 1951年9月号
- サミュエル・マインズ（Samuel Mines）：1951年11月号 - 1954年秋号
- セロン・レインズ（Theron Raines）：1955年冬号 - 1955年春号
- ハーバート・D・カッスル（Herbert D. Kastle）：1955年夏号 - 1955年秋号

## 参考資料
- Ashley, Michael (1976). The History of the Science Fiction Magazine Vol. 3 1946–1955. Chicago: Contemporary Books, Inc.. ISBN 0-8092-7842-1
- Ashley, Mike (2005). Transformations: The Story of the Science Fiction Magazines from 1950 to 1970. Liverpool: Liverpool University Press. ISBN 0-85323-779-4
- Clute, John; Nicholls, Peter (1993). The Encyclopedia of Science Fiction. New York: St. Martin's Press, Inc.. ISBN 0-312-09618-6
- Tuck, Donald H. (1982). The Encyclopedia of Science Fiction and Fantasy: Volume 3. Chicago: Advent: Publishers, Inc.. ISBN 0-911682-26-0